# Мангакахиа, Мери Те Таи
Мери Те Таи Мангакахиа (маори Meri Te Tai Mangakāhia, 22 мая 1868, Хокианга, Новая Зеландия — 10 октября 1920) из иви Те Рарава — новозеландская политическая деятельница из народа маори, феминистка. Её муж Хамиора Мангакахиа из Хаураки был избран премьером Парламента маори (Котахитанга) в 1892 году. На заседании парламента в Заливе Хока в мае 1893 г. Мери Те Таи предложила, чтобы женщинам было предоставлено право избирать членов данного парламента, а также самим становиться депутатами. Поскольку к тому времени многие маорийские женщины владели и самостоятельно распоряжались землёй, по её мнению, они должны были иметь право высказывать своё мнение при решении административных вопросов. Хотя Мери Те Таи не удалось добиться принятия такого решения в Парламенте маори, усилиями движения суфражисток в сентябре 1893 г. Парламент Новой Зеландии принял закон о предоставлении женщинам равных избирательных прав. Таким образом, Новая Зеландия стала первым государством в мире, предоставившим женщинам равные избирательные права с мужчинами.
Мери Те Таи продолжала активно участвовать в новозеландской политике, была членом женского комитета Котахитанга, который позднее был преобразован в лигу «Благосостояние женщин-маори» (англ. Maori Women’s Welfare League).
Умерла от гриппа в возрасте 52 лет.